# Kosmonautenmuseum

Kosmonautenmuseum Moskau

Das Kosmonautenmuseum in Moskau dokumentiert die sowjetische Raumfahrt, ihre Technik – von der R-7 über den Sputnik bis zur Raumstation Mir und der Raumfähre Buran – und ihre Kultur. Es liegt im Nordosten des Stadtzentrums, nahe dem Gelände der Ausstellung der Errungenschaften der Volkswirtschaft (WDNCh), direkt an der gleichnamigen Metrostation.

## Architektur
Das Museum besteht aus einem Flachbau mit der Ausstellung sowie dem Denkmal Für die Eroberer des Weltraums auf dem Dach des Gebäudes. Dieses besteht aus einem parabelförmig gebogenen und sich verjüngenden Turm, an dessen Spitze in 107 Metern Höhe eine symbolische Rakete wie auf einem Abgasstrahl leicht geneigt in den Himmel steigt. Dach und Denkmal sind, einem Vorschlag Sergei Koroljows folgend, mit Platten aus Titan verkleidet und erzeugen so je nach Lichteinfall einen silbrigen Glanz. Das Denkmal wurde von dem Bildhauer A. P. Faidysch-Krandijewski und den Architekten A. N. Koltschin sowie M. O. Barschtsch entworfen.
Auf der Hinterseite ist eine Statue des russischen Raketenpioniers Konstantin Eduardowitsch Ziolkowski aufgestellt, der 1857 geboren wurde und bis zu seinem Tode 1935 wesentliche Grundlagen der Raumfahrt-Physik entwickelte, so 1903 die Raketengrundgleichung.
Hinter der Statue beginnt die Kosmonautenallee, eine nur für Fußgänger geöffnete Allee mit Büsten sowjetischer Weltraumpioniere und Kosmonauten, darunter Sergei Koroljow, Juri Gagarin und Walentina Tereschkowa. Hier wird auch jährlich am 12. April der Kosmonautentag in Erinnerung an Gagarins Flug gefeiert.
Der Eingang des Museums befindet sich auf der gegenüberliegenden Seite und ist direkt von der Metrostation WDNCh aus zugänglich. Er führt zuerst in einen halbringförmigen Ausstellungsraum. Von dort gelangt man in den zentralen, verdunkelten Hauptraum mit weiteren Ausstellungsstücken, Nischen mit Projektionsflächen und der großen Kosmonautenskulptur. Weitere Nebenräume sind nicht öffentlich zugänglich und enthalten Archiv und Lager.

## Geschichte

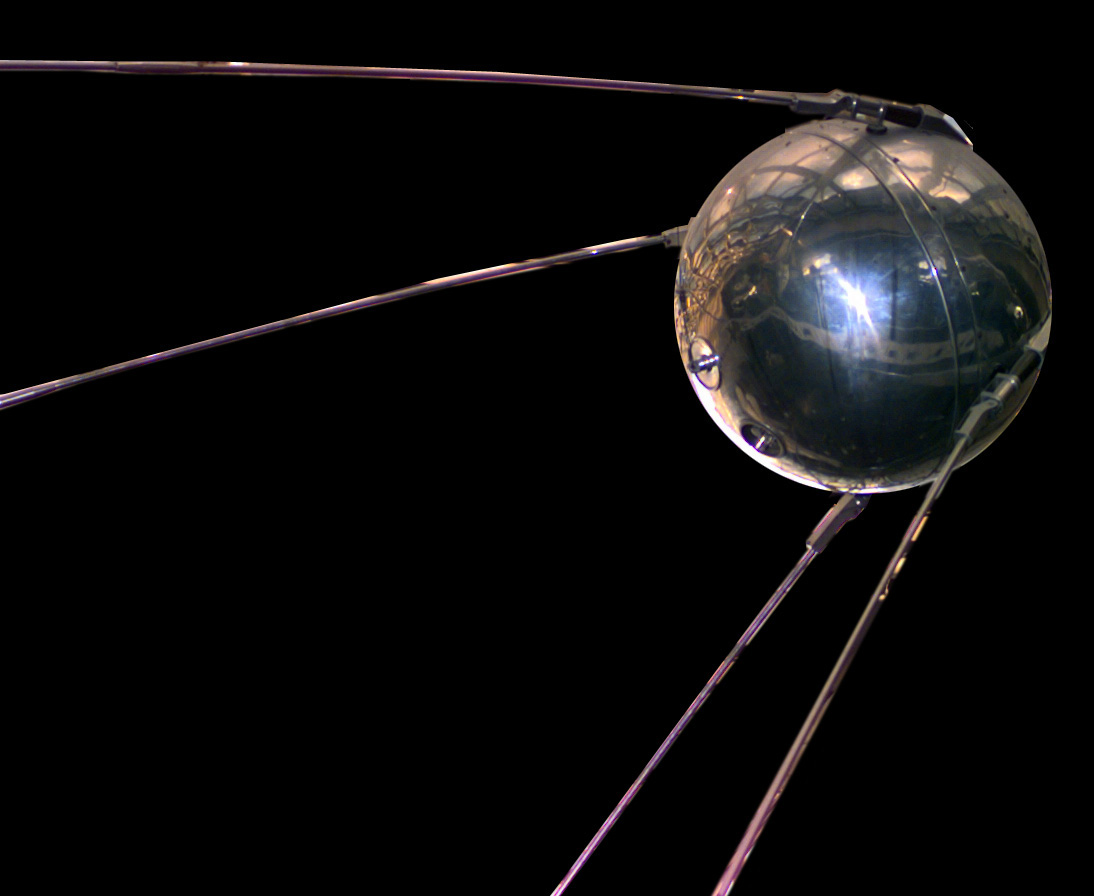
Sputnik-Satellit

Die Ausstellung WDNCh (Ausstellung der Volkswirtschaftlichen Errungenschaften der UdSSR, russ. ВДНХ) ging im Jahre 1959 aus der Landwirtschaftsausstellung der Sowjetunion hervor. Seitdem war sie vor allem durch den Pavillon zur Weltraumausstellung bekannt und zog einen steten Besucherstrom auf sich. Hier konnten Exemplare des Sputnik-Satelliten, Trainingsgeräte zur Vorbereitung der Kosmonauten, Raumanzüge und Teile der Sojus-Raketen besichtigt werden.
Das Denkmal Für die Eroberer des Weltraums wurde 1964 ergänzend zur Ausstellung gebaut, um der zunehmenden Popularität der Raumfahrt nach dem Erfolg Juri Gagarins 1961 als erstem Menschen im Weltraum Rechnung zu tragen. Auch das Museum war von Beginn an geplant, jedoch dauerte es bis zum 10. April 1981, zwei Tage vor dem 20. Jubiläum von Gagarins Flug, bis es endlich fertiggestellt war und eingeweiht werden konnte. Das Museum sollte weitere Informationen zu Technik und Geschichte liefern, aber auch die darüber hinausgehende kulturelle Bedeutung ausdrücken, die der Raumfahrt in der UdSSR zugemessen wurde.
Nach dem Zerfall der Sowjetunion im Dezember 1991 wurde das Ausstellungsgelände selbst als Handelsplatz vermietet und ab 2005 dann als Messegelände ausgebaut; zwischenzeitlich hieß es WWZ (Allrussisches Ausstellungszentrum, russisch ВВЦ), aber seit 2014 wieder WDNCh. Das Kosmonautenmuseum blieb aber in der gesamten Zeit erhalten und präsentierte bis 2006 das Material aus der Zeit von 1959 bis 1991, ab 2009 dann die heutige, umfangreiche Ausstellung.

## Ausstellung

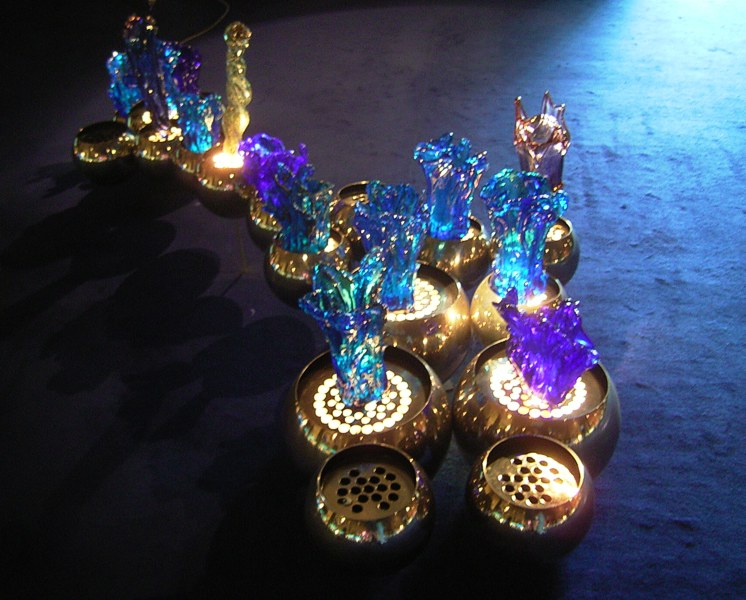
Glassteine

Im vorderen Halbring werden jährlich wechselnde Themenausstellungen gezeigt, vor allem in Form von Fotos und Dokumenten. Dazu gehörte das Apollo-Sojus-Projekt von 1975, die internationalen Kooperationen bei Forschungsarbeiten auf der Raumstation Mir oder die Entwicklung der Raumfähre Buran.
Anders als im sachlichen Stil des vorderen Teils ist die Haupthalle gestaltet. Sie empfängt den Besucher im Halbdunkel, mit eigenartigen, farbig leuchtenden Glasskulpturen am Boden. Wie auf einer Bühne sind die Ausstellungsobjekte zu beiden Seiten angeordnet und farbig beleuchtet: Verschiedene Raumanzüge für beiderlei Geschlecht, aber auch für Hunde wie Belka und Strelka. Neben einem Sputnik finden sich Teile der Landekapseln von Juri Gagarin und seinen Nachfolgern, weiterhin Nachbauten des mannsgroßen Mondroboters Lunochod und anderer Sonden aus dem Luna-Programm und den Mars- und Venus-Sonden. Auf Bänken kann der Besucher Filmdokumentationen über die Geschichte der russischen Raumfahrt folgen. Auf einer Reihe von Zeittafeln werden wiederum technische und wissenschaftliche Entwicklungen gezeigt, die die Voraussetzungen für die Raumfahrt schafften.

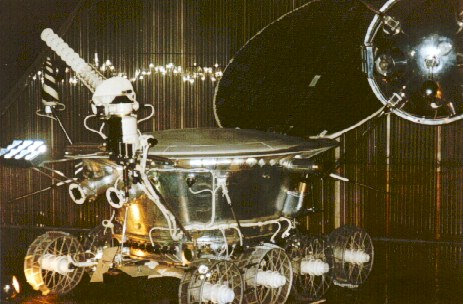
Mondroboter Lunochod 1
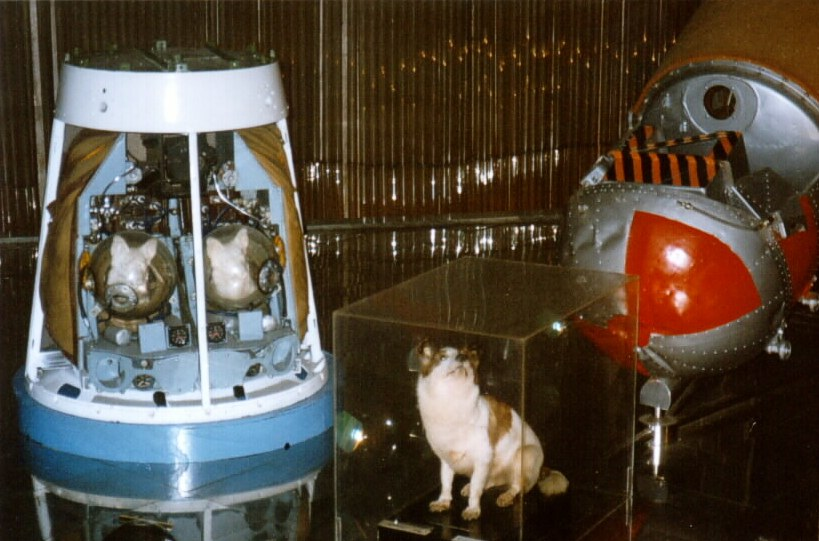
Hunde im Weltraum
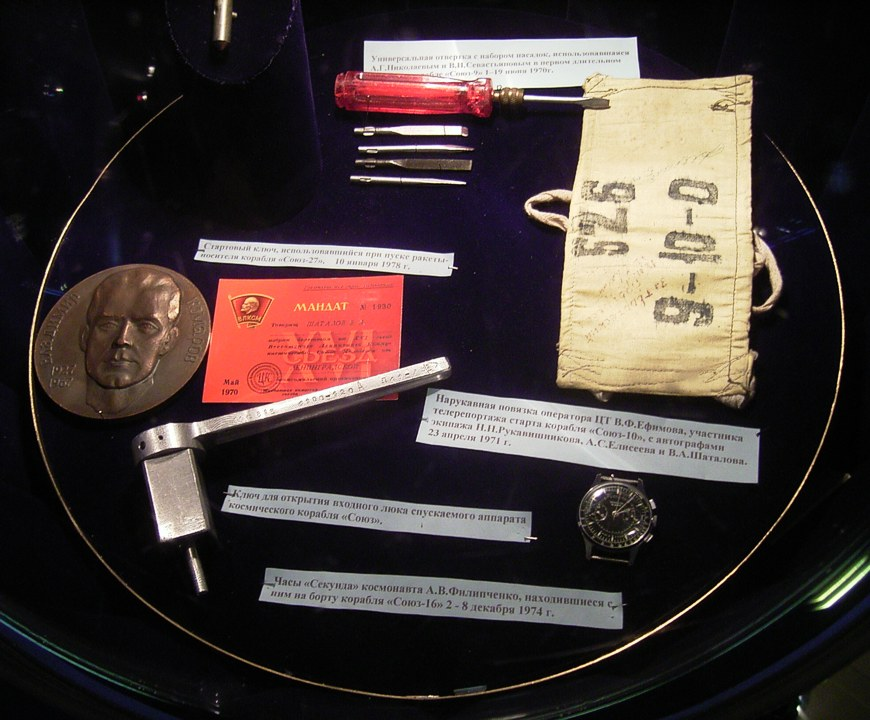
Kosmonautenausrüstung

## Politische Grafik – unpolitische Kunst
Der Fundus des Museums beinhaltet auch eine umfangreiche Sammlung von Plakaten, bei denen die Raumfahrt als politisches Symbol verwendet wurde. Es wird deutlich, dass der Aufbruch in den Weltraum im Ostblock neben dem Beweis technischer Fähigkeiten vor allem ein Symbol für gesellschaftliche Erneuerung war – etwa beim Wandel von Stalins zu Chruschtschows Politik. Auch stilistisch wird eine Aufbruchsstimmung vermittelt und, nicht unähnlich zu westlichen Visionen, von futuristischen Elementen begleitet. Die Jugend wurde gezielt angesprochen – sie sollte es sein, die nach damaliger Vorstellung etwa in den 1980er-Jahren die erfolgreiche Umsetzung des Kommunismus vollziehen würde.
Die architektonische Form des verjüngenden Raketenschweifs wird dabei teils offen, teils subtil als wiederkehrendes Gestaltungselement eingesetzt. Neben sachlich-grafischen Motiven oder heroischen Gesten finden sich weiterhin auch comichafte Elemente, wenn etwa die sowjetische Raumsonde in augenzwinkernder Verwunderung feststellt, dass es im Himmel keinen (westlichen) Gott gibt.
Eine auf den ersten Blick verwandte, bei genauem Hinsehen aber gegensätzliche Position formulieren die zahlreichen Kunstwerke zum Weltraum: Während sonst der sozialistische Realismus die offiziell vorgegebene Kunstrichtung war, zeigt sich hier eine breite Palette moderner, abstrakter Stilformen, Impressionismus, Expressionismus, dann auch Elemente der psychedelischen Kunst, die in den 1960er-Jahren im Westen populär war.
Weiterhin zeigt das Museum Werke der Kosmonautenkunst – hier wurden Raumfahrer selbst zu Künstlern und, so wurde berichtet, verarbeiteten dabei die Eindrücke aus ihren Raumflügen. Bekannt wurde vor allem Alexei Leonow, der am 18. März 1965 als erster Mensch einen Außenbordeinsatz machte, sein Raumschiff Woschod 2 verließ und frei im Weltraum schwebte. Die Motive der Kosmonautenkunst sind durchgängig unpolitisch, allein das Motiv der Friedenstaube taucht vereinzelt auf. Die Welt des Kosmos ließ Freiheiten zu, die sonst in der sowjetischen Gesellschaft nicht gewährt wurden.
Zu dem Museum gehört schließlich auch ein Souvenirshop, der neben üblichen Utensilien, den Katalog der Weltraumkunst oder überdimensionalen Sojus-Streichhölzern auch Objekte wie hölzerne Schmuckkästchen anbietet, die von Künstlern in Handarbeit mit Weltraummotiven bemalt wurden.

## Der Kosmonaut
Zentrales Objekt der Ausstellung, gegenüber dem Eingang, angestrahlt von zahlreichen Scheinwerfern, ist eine sechs Meter hohe Skulptur eines Kosmonauten. Er steht leger und scheint zu lächeln, dabei die Arme weit ausbreitend. Dahinter befindet sich eine angedeutete Weltkugel aus verschiedenen Lebewesen, die ineinander verwoben sind. Beide Objekte sind aus Bronze gegossen. Dahinter ist eine Wand aus farbigen Glasfenstern aufgebaut, die wie bunte Kirchenfenster unsymmetrisch in Blei eingefasst sind und von hinten taghell beleuchtet werden.

## Umbau und Neueröffnung 2009
Im Jahre 2006 stellte Moskaus städtischer Architekt Alexander Kusmin seinen Plan vor, einen kreisrunden Platz mit einer Darstellung des Sonnensystems und einer Statue Koroljows an dem Museum zu errichten.
Im Herbst 2006 wurde das Museum für die Renovierungsarbeiten geschlossen und Teile der Ausstellung in den Pavillon 33 des benachbarten WWZ gebracht. Dort wurde auch, nach 15 Jahren Abwesenheit, wieder die Wostok-Rakete aufgestellt.
Am 12. April 2009, der als Tag der Kosmonauten in Russland jährlich den Flug Gagarins feiert, wurde das Museum nach umfangreichen Umbauten wiedereröffnet. Es steht nun die dreifache Fläche zur Verfügung, und auf zwei Etagen werden Technik, Historie und Persönlichkeiten der russischen Raumfahrt umfangreich präsentiert. Daneben werden auch die US-Apollo und das Space Shuttle sowie die aktuelle chinesische Entwicklung in detaillierten Modellen vorgestellt, ebenso die ISS.
Eine Reihe von Multimedia-Installationen laden interaktiv zur Erforschung technischer Details ein; Sonden und Bauteile aus der sowjetischen und russischen Raumfahrt werden im Original gezeigt. Auch die Ausstellungsfläche für Kosmos-Kunst und Grafik wurde erweitert, und es wurde ein Café für die Besucher eingerichtet. Weiterhin wurde auch der Platz hinter dem Eingang renoviert und erweitert – kreisförmig um das Denkmal von Ziolkovsky sind Büsten anderer Protagonisten der russischen Raumfahrt aufgestellt, in Messing auf einem gesonderten Sockel eine Statue von Sergej Koroljow, dem auch ein eigener Raum im Museum gewidmet ist.